# Autoroute A25 (Autriche)
Pour les articles homonymes, voir Welser et A25.
L'autoroute autrichienne A25 (en allemand : Welser Autobahn (A25) ou Autoroute de Wels) est un axe autoroutier situé en Autriche, qui relie Ansfelden à Wels.